# Osiedle Bukowe (Koszalin)
Osiedle Bukowe – osiedle w północnej części Koszalina. 
Osiedle Bukowe rozpoczęto budować w połowie lat 70. XX wieku na gruntach dawnej wsi Chełm Koszaliński (do 1945 niem. Gollengard), stanowiło wówczas wschodnią część tzw. osiedle Przylesie. W odróżnieniu od jego zachodniej części zabudowywanej wielokondygnacyjnymi blokami z wielkiej płyty tu budowano jednopiętrowe domy szeregowe. W późniejszym czasie zabudowę uzupełniły wolnostojące domy jednorodzinne.  
Na terenie osiedla znajduje się parafia św. Kazimierza.